# Denís Turchenkov
Denís Valérievich Turchenkov –en ruso, Денис Валерьевич Турченков– (Volgogrado, 7 de octubre de 1978) es un deportista ruso que compitió en piragüismo en la modalidad de aguas tranquilas. Ganó tres medallas en el Campeonato Mundial de Piragüismo de 2001, y dos  medallas en el Campeonato Europeo de Piragüismo de 2001.

## Palmarés internacional
| Campeonato Mundial | Campeonato Mundial | Campeonato Mundial | Campeonato Mundial |
| Año                | Lugar              | Medalla            | Competición        |
| ------------------ | ------------------ | ------------------ | ------------------ |
| 2001               | Poznań (Polonia)   | Medalla de oro     | K4 500 m           |
| 2001               | Poznań (Polonia)   | Medalla de plata   | K4 200 m           |
| 2001               | Poznań (Polonia)   | Medalla de bronce  | K4 1000 m          |
| Campeonato Europeo |                    |                    |                    |
| Año                | Lugar              | Medalla            | Competición        |
| 2001               | Milán (Italia)     | Medalla de oro     | K4 500 m           |
| 2001               | Milán (Italia)     | Medalla de plata   | K4 200 m           |